# Jiquipilas
Jiquipilas è una città e uno dei 119 comuni del Chiapas, nel sud del Messico.
Nel 2010, il comune aveva una popolazione totale di 37 818 abitanti, un aumento rispetto ai 34 937 nel 2005. Copre una superficie di 1197.3 km².
Nel 2010, la città di Jiquipilas possedeva una popolazione di 9 894 abitanti. Oltre alla città di Jiquipilas, il comune contava 580 località, la più grande delle quali (con tra parentesi il numero di abitanti nel 2010) erano: Tierra y Libertad (2 600), classificata come urbana, e José María Pino Suárez (2 091), Tiltepec (2 007), Vicente Guerrero (1 383), Cuauhtémoc (1 300), Julián Grajales (1 293), Quintana Roo (1 243) e Nueva Palestina (1 116), classificati come rurali.